# Cyclotyphlops deharvengi
Cyclotyphlops deharvengi — вид змій родини сліпунів (Typhlopidae). Ендемік Індонезії. Вид названий на честь французького ентомолога Луїса Дехарвена. Це єдиний представник монотипового роду Cyclotyphlops.

## Поширення і екологія
Cyclotyphlops deharvengi мешкають на південному заході і південному сході Сулавесі, а також на сусідньому острові Бутон. Вони живуть у вологих тропічних лісах, у вторинних заростя та на луках. Зустрічаються на висоті до 500 м над рівнем моря. Відкладають яйця.

## Збереження
МСОП класифікує цей вид як вразливий. Cyclotyphlops deharvengi загрожує знищення природного середовища.